# Sény Camara
Pour les articles homonymes, voir Camara.
Sény Camara, né le 1er juillet 1958 à Boffa en Guinée, est un enseignant et homme politique guinéen.
Depuis le 22 janvier 2022, il est conseiller au sein du Conseil national de la transition dirigé par Dansa Kourouma.

## Biographie
Sény Camara a été secrétaire général du comité national de la jeunesse du Parti de l'unité et du progrès.
Le 22 janvier 2022, Sény Camara est nommé par décret membre du Conseil national de la transition guinéenne en tant que représentant des partis politiques, notamment le PUP,.